# 유체보존기술

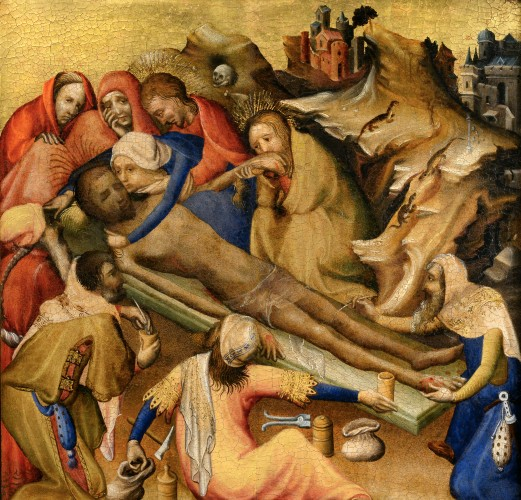

유체보존기술(遺體保存技術, embalming)은 사체를 소독이나 보존처리, 또 필요에 따라서 수복하는 것으로 장기보존을 가능하게 하는 기법이다. 시체방부처리(屍体防腐処理), 사체위생보전(死体衛生保全)이라고도 한다. 매장이 기본인 미국에서는 사체로부터 감염증이 만연하는 것을 방지하는 목적도 있다.

## 개요
인간을 시작으로 한 동물의 육체는 사후, 장기의 소화효소나 체내안의 미생물에 의해서 분해가 시작된다(부패, 자기융해). 또 동시기에 송장 고기식 성의 크로바에, 니크바에의 유충(이른바 구더기)의 섭식활동에 의해 파괴가 진행된다.
부패의 정도는 기온, 습도, 위생환경 등에 의해서 크게 변동하지만, 몇 일에 눈에 보이는 사체현상이 생겨 수주간부터 수개월에 부패가 진행 무성, 백골화한다.
이렇게 부패가 진행된 시체는 결핵균 등의 병원균을 가지고 있거나 악취가 나는 체액이 누출하는 일이 있다. 또 사후변화에 의한 외관상의 변화는 대체로 차마 볼 수 없는 것(건조에 의한 함몰이나 시체 가스에 의한 팽창, 시반 등은 사체 상태에 관계없이 일어날 수 있다)이 많아, 유족에게 정신적인 스트레스나 쇼크를 주는 경우가 있다.
이러한 시체(사체)의 부패나 변화를 약액의 주입에 의해 지연시켜, 손상 부위를 수복하는 것으로 장송까지 외관이나 위생을 유지하는 것이 유체보존기술의 역할이다. 또, 사체의 수송이나 장송을 실시하는 시설의 차례대기라는 이유로부터, 사체 보냉고에서는 시간을 조달할 수 없는 경우에 유체보존기술이 이용되는 일이 있다. 국내외에의 사체의 수송에 유체보존처치를 의무화한 나라도 있다.

## 공정
유체보존기술은 엔바머라 불리는 장의의전문의 기술자나 의학자격을 가진 의료종사자에 의해서, 화확적·외과학문적으로 사체가 처리된다.
현대의 유체보존기술은 구체적으로는 이하의 방법으로 행해지고 있다.
1. 전신의 소독처리, 및 세정을 실시한다.
2. 사체의 표정을 정돈해 필요에 따라서 자를 깎는 등의 처리를 실시한다.
3. 사체에 소절개(주로 경부등)를 베풀어, 동맥에서 체내에 방부제를 주입. 동시에 정맥에서 혈액을 배출한다.
4. 복부에 약 1cm의 구멍을 뚫어 거기로부터 강관을 찔러 흉강·복강부에 남은 체액이나, 부패를 일으키기 쉬운 소화기관내의 잔존물을 흡인해 제거한다. 또 동시에 그러한 부분에도 방부제를 주입한다.
5. 절개를 베푼 부위를 봉합해, 사고 등에서 손상개소가 있는 경우는 그 부분의 수복도 실시한다. 이때, 절개를 실시한 부분에는 테이프 등을 붙여 눈에 띄지 않게 한다.
6. 재차 전신·모발을 세정해, 유족에게 의뢰가 있던 의상을 입히고 표정을 다시 정돈한 다음 납관한다.

상기의 처리를 행해진 사체는 주입되는 약제의 농도나 양에 의해 몇 일~2주간 정도까지는 상온으로의 보존이 가능하다. 또 더 이상 철저한 처리를 실시하면, 보존가능기간을 더욱 늘릴 수 있어 방부제의 교환 등 정기적인 멘테넌스를 실시하면, 생전의 모습인 채 보존전시를 실현하는 것이 가능하다.

## 역사
유체보존기술의 시작은 고대에서의 미라에까지 거슬러 올라갈 수가 있다. 방부, 수복이라는 처치에서는 오늘의 유체보존기술과 공통된 의의를 읽어낼 수 있다.
근대에서 유체보존기술이 급속히 발전하는 계기가 된 것은 1860년대 미국의 남북 전쟁이라 한다. 당시의 교통 수단에서는 병사의 사체를 고향에 돌려 보내는데 장기간을 필요로 해, 사체보존의 기술이 필요하게 되었다.
한층 더 베트남 전쟁에 의해, 같은 이유로, 한층 더 기술적 발전을 보았다.

## 종교적해석
기독교에서는 마지막 심판에 즈음해 사망자의 것봐가 옷깃의 교의를 가지기 때문에, 기독교의 견해로서 화장을 금지해 왔다.
그러나, 1913년에는 체코 가톨릭교회, 1944년에 영국 성공회, 1963년에 프랑스 가톨릭교회가 「화장은 교의에 반하지 않는다」라고 화장을 인정했다. 이후, 1965년에는 로마 가톨릭교회가 교령 1203조의 「화장 금지령」을 철폐해, 바티칸의 정식견해로서 「화장은 교의에 반하지 않는다」라고 했기 때문에, 지역에 의한 격차는 있지만 서서히 화장이 허용되고 있다.

## 세계에서의 유체보존기술
유체보존기술은 미국이나 캐나다 등 구미제국에서는 일반적인 사체의 처리방법이 되고 있어 사후유체보존기술을 실시해, 장의를 실시한다는 일련의 흐름이 확립해 있다.
미국에서는 상술의 역사적배경으로부터 남부지구에서는 유체보존률은 95%를 넘어 주에 따라서는 이동거리에 의해서 유체보존기술을 의무화하는 등, 주 레벨의 법정비가 이루어져 유체보존기술의 교육·자격제도도 정비되고 있다. 다만 대도시부나 서해안지구, 하와이에서의 유체보존률은 낮고, 화장의 확대도 수반해 미국 전국토에서의 유체보존률은 근년저하되고 있다.
또 사회주의국의 지도자를 권위를 높이기 위해서 유체보존을 할 뿐만 아니라, 항상 멘테넌스를 하는 것으로 생전의 모습을 유지하면서 계속 전시하고 있는 케이스가 있다. 소련의 블라디미르 레닌은 유체보존되어 레닌묘에서 생전의 모습을 유지하면서 전시되고 있는 것을 전례로 해, 몇명의 사회주의국의 지도자에게 생전의 모습을 영구히 전시하는 것을 목적으로 유체보존과 멘테넌스를 하는 예가 나오게 되었다.

## 일본에서의 유체보존기술
일본에서는 엔바밍의 관습은 없다. 불교의 영향으로부터 화장의 관습이 있어, 사체의 최종 처리는 99% 이상이 화장으로 행해지고 있다. 또 병원 등에서 사망했을 경우 사체는 즉시 간호사 등에 의해서 체액이나 변의 배출, 전신의 소독 처치(이른바 엔젤 케어)를 하기 위해, 구미와 비교하면 부패나 감염증의 리스크는 낮다.

### 역사
일본에서는 구미권의 크리스트교에 의한 사체의 부활신앙이나 그에 따라 존재한 화장의 금기·저항감과 같은 개념은 부족한 경향이 있다. 또 에도기에는 마차가 존재하지 않았고, 만약 만일 여행지나 먼 봉사할 곳에서 급사자가 나오고, 그 사체를 원격지에 반송한다면 실질적으로는 나가모치 등을 이용해 인력에 의지하지 않았고, 일반 서민의 레벨에서는 사체를 그대로의 모습으로 장거리 수송한다는 생각도 선택사항도 존재하지 않았다. 이 생각은 구미인에 의해서 마차와 견인용의 중종마가 반입된 에도막부 말기부터 메이지기, 그리고 동력 근대화가 진행된 메이지 후기 이후도 본질적으로는 너무 변함없이, 전시중도 전사자는 현지에서 화장되어 전후도 또 오랫동안, 다수의 사망자가 발생한 재해나 사고에서는 현지에서 화장허가를 얻어 서서히 사체를 화장함에 교부하고 유골을 가지고 돌아간다는 형태가 일반적이었다. 오랫동안 매장습관이 남아 있던 지역도 많지만, 이것들에서도 화장도 완전히는 부정되지 않고, 화장의 기술의 진보나 시설의 도입에 의해서 근현대에 급속히 매장이 쇠퇴했다. 그 같은 일로부터, 일본에서는 구미권과 같은 유체보존기술의 습관이 퍼지지 않았다.
2003년에 「범죄피해자의 사체수복비용의 국고보조예산」이 국회에서 성립해, 해외에서 테러의 피해에 의해서 사망한 외무관에 대해 공비로 사체처치가 실시해졌다. 그러나, 공비부담에 의한 사체의 수복은 일본내에서는 홋카이도와 사이타마현 이외에서는 행해지지 않았다. 또, 사체에 대한 절개나 봉합은 인정되지 않고, 사체의 닦아서 깨끗이 함과 화장·옷 매무새의 처치범위에 머물어, 사체의 창부에는 반창고나 붕대로의 커버를 하기 때문에, 유체보존기술이라고는 할 수 없는 것이 현상이다(비용도 수만 엔으로 유체보존기술 비용의 7분의 1 정도). 동처치는 사법해부를 받은 사체로 한정되는 것이나, 도도부 현의 예산화가 진행되지 않은 것도 지역이 퍼지지 않는 원인의 하나이다.

### 법률상의 해석
한국, 일본에서는 유체보존기술에 관해서 제정된 법령은 없다.
그 때문에 유체보존기술에 관한 문제는 시체파괴죄 등으로 형사사건으로서 입건하는 것은 어려운 것이 현상이다.

### 형사사건으로서의 적발예
2008년 4월에는 감염성 폐기물이나 포르말린의 폐수 등을 위법으로 운반·들구이를 실시했다고 해서, 복수의 유체보존시설을 가진 업자가 행정기관에 의해 고발되어 형사사건으로서 강제수사가 실시되었다. 그 후, 2009년 4월에는 동업자와 엔바머를 포함한 동사간부 4명, 그 외의 의뢰처인 관계자 2명의 검찰관송치(서류송검)를 해 동년 7월에는 기소되었다(퇴직후의 전사원도 포함). 또, 남은 3명의 사원(전사원도 포함)에게는 벌금 50만엔이 구형되어 의뢰처의 2명은 기소유예처분(징역 5년 이하 혹은 벌금 1,000만 엔 이하이지만 상습성이 없다고 판단)이 결정되었다.
이러한 움직임은 전국의 행정기관에도 퍼졌고, 위법행위에 대해서 현행법령이나 자치체 조례로의 규제나 감시의 강화, 고발이나 기소처분이 진행된다고 생각할 수 있다. 현재는 사체에 대해 유체보존을 포함한 여러 가지의 처치를 한 결과, 생김새가 생전과 크게 바뀌어 버리는 경우가 있어, 이것도 불평이나 민사소송의 원인이 되고 있다.

### 유체보존기술의 문제점
근년, 일본에서도 사체의 수복이나 보존에 관한 상품화가 장의업계내에서 높아지고 있고, 장의업계단체인 일본사체위생보전협회(IFSA)가 1994년에 설립되어 환경성으로부터의 행정지도를 받으면서, 유체보존기술을 일본에 정착시키려는 움직임이 있다.
일본에서 유체보존을 실시하는 경우, 장의의 상업행위의 하나의 옵션으로서 행해지지만, 일본에서는 장기보존의 문화는 없고, 장의사 등이 가지고 있는 사체보냉고에 의한 저온보존이 주가 된다. 일본내의 장의사에서 행해지는 유체보존은 미국이나 캐나다의 주 자격을 가진 외국인이 담당하는 것이 많아, 그 작법은 그들의 주법이나 규칙에 따라 행해져 기업내에서의 교습도 일본내의 법이나 규제에는 입각하지 않는 부분도 많다. 그 때문에 일본의 문화, 법률에 적절한 작법을 가진 엔바머의 양성이 과제가 되고 있다. 그러나, 엔바머는 다종 다양한 장의에 관한 지식외, 의학, 해부학, 조직학, 공중위생학, 화학의 폭넓은 지식도 필요한 전문직이지만, 현재 그 공적인 자격은 없고, 장의업계단체의 인정자격이나 기업내자격에 머물고 있다.
의료기관중에서는 유체보존을 실시하는 시설도 있지만, 의사나 의료관계자가 실시하는 유체보존이어도 법규제에 준거한 것이 아니고(그렇지만 행정지도를 받아 설치된 ISFA의 자주기준은, 유사때 일정한 효력을 갖는다고 할 수 있다), 의료행위중에서의 입장(의료행위의 범주, 비용의 산출방법 등)에 문제가 있다. 또, 유체보존기술의 비용도 일본에서는 전사통일가격이 설정되어 업계에 의한 가격조정도 지적되고 있다.

## 유체가 보존된 저명인
사회주의 국가의 지도자의 사체에 대해서는 정기적인 멘테넌스를 실시하는 것으로 생전의 모습인 채 보존 전시를 목적으로 한 영구 보존 처치가 실시해지고 있는 예가 있다.
유체가 보존된 정치 지도자 (사망 순서)
- 블라디미르 레닌 (소련)[3]
- 무스타파 케말 아타튀르크 (터키)
- 게오르기 디미트로프 (불가리아)
- 허를러깅 처이발상 (몽골)
- 이오시프 스탈린 (소련)
- 클레멘트 고트발트 (체코슬로바키아)
- 게오르게 게오르기우데지 (루마니아)
- 호치민 (베트남)
- 장제스 (중화민국)
- 프란시스코 프랑코 (에스파냐국)
- 마오쩌둥 (중화인민공화국)
- 아고스티뉴 네투 (앙골라)
- 포브스 버넘 (가이아나)
- 장징궈 (중화민국)
- 페르디난드 마르코스 (필리핀)
- 김일성 (조선민주주의인민공화국)
- 김정일 (조선민주주의인민공화국)
- 우고 차베스 (베네수엘라)

김정일까지의 인물 가운데, 영구 보존 목적의 레닌, 호치민, 모택동, 김일성, 김정일과 중국 대륙에 매장될 때까지 보존될 예정인 장제스, 장징궈, 영웅묘지에의 매장을 기다리는 페르디난드 마르코스 이외는 그 후의 정치적 변천에 의해 이장되어 매장되었다. 우고 차베스는 일단 영구보존의 방침이 발표되었지만, 그 후 방부처치의 곤란 등의 기술적인 이유에 의해 단념되었다(사체의 취급에 대해서는 미결정이다).
그 외, 매장 내지 화장에 첨부될 예정의 인물이어도, 국장 등의 추도 행사의 거행까지 날짜를 필요로 해, 한편 그 사이 다수의 국민에 의한 조문이 예상되는 경우, 사체에 유체 보존이 베풀어지는 경우는 많이 있다.
유체보존된 정치지도자 이외의 인물
- 에바 페론
- 마릴린 먼로
- 마이클 잭슨
- 테레사 텐
- 제러미 벤담
- 마츠모토 유리[4]
- 로자리아 롬발도
- 요한 23세
- 교황 비오 10세

## 유체보존기술을 소재로 한 작품

### 영화
- 마이 걸
- 영원히 아름답고…
- EM/엔바밍 (주연: 타카시마 레코)
- 죽음 화장사 오로스코 (조기키요타카 감독, 다큐멘터리)
- 쿠리비와

### 드라마
- Six Feet Under 식스 피트 언더 (Super!drama TV /미2001~2005년/각본: 알란 볼 외 )
- 죽음 화장사 엔바마 마미야심 쥬우로우 (텔레비전 도쿄 /드라마 24화/2007년)
- 천국의 사랑 (토카이 TV /2013년)

### 만화
- 죽음 화장사 (미하라 미트카즈 작)
- 엔바밍 (화월신굉 작)
- 흑로시체 택배우편 (오오츠카 에이지 원작, 야마자키봉수 작화)
- 달빛 (하츠빈자작)
- 메이커(판자 울타리혜개 작)
- 고르고13 시리즈 「살아 나가는 사체」

### 소설
- 살리는 시체의 죽음(야마구치 마사야 작)

### 비즈니스서
- 엔바머(하시츠메 켄이치로우 저) ISBN 4396613237
- 엔바밍(코에키샤 상제 연구소 편저) ISBN4-7745-0656-7

## 같이 보기
- 미라
- 시체세탁의 아르바이트 (도시전설)
- 플라스티네이션
- 장의
- 납관사
- 사납
- 동결 건조
- 박제